# Sijiazi (Aihui)
Die „Gemeinde Sijiazi der Manju“ (chinesisch 四嘉子满族乡, Pinyin Sìjiāzi Mǎnzú Xiāng) ist eine Nationalitätengemeinde im Stadtbezirk Aihui der bezirksfreien Stadt Heihe in der nordostchinesischen Provinz Heilongjiang. Sijiazi hat eine Fläche von 225 km² und 4647 Einwohner (Ende 2011), davon rund 35 % Manju.

## Geographie
Die Gemeinde liegt im Osten des Stadtbezirks am rechten Ufer des Heilong Jiang, der innerhalb der Gemeinde auf 13,5 km Länge die Grenze zu Russland bildet. Sechs Flussinseln gehören zum Verwaltungsgebiet Sijiazis: Jiucai Tongdao (韭菜通岛, die „Schnittlauch-Insel“), Huangyu Tongdao (蝗鱼通岛, die „Stör-Insel“), Changfatun Geda Tongdao (长发屯疙瘩通岛, die „Changfatun-Beulchen-Insel“), Changfatun Da Tongdao (长发屯大通岛, die „Große Changfatun-Insel“), Kalunshan Dao (卡伦山岛, die „Insel gegenüber Kalunshan“) und Xiao Usli Dao (小乌斯力岛, die „Insel gegenüber Xiao Usli“). Auf den Inseln werden 77 ha Ackerland genutzt. Sijiazi verfügt insgesamt über knapp 47 km² Ackerland, auf dem vor allem Mais, Soja, Weizen und Gemüse angebaut wird. Hinzu kommen gut 30 km² Wald, der z. T. forstwirtschaftlich genutzt wird, und rund 10 km² Grasland (Milchvieh- und Schafzucht).

## Administrative Gliederung
Kunhe setzt sich aus sechs Dörfern zusammen. Diese sind:
- Dorf Sijiazi der Manju (四嘉子村), Zentrum, Sitz der Gemeinderegierung;
- Dorf Da Wusili der Manju (大乌斯力村);
- Dorf Dong Sijiazi (东四嘉子村);
- Dorf Kalunshan der Manju (卡伦山村);
- Dorf Xiao Sanjiazi (小三嘉子村);
- Dorf Xiao Wusili der Manju (小乌斯力村).